# National League 1877
National League 1877 var den anden sæson i baseballligaen National League. Ligaen havde deltagelse af seks hold, som skulle spille 60 kampe. Mesterskabet blev vundet af Boston Red Caps, som vandt 42 og tabte 18 kampe, og som dermed vandt National League for første gang.

## Resultater
| Plac. | Hold                      | Kampe | Vundne | Uafgj. | Tabte |
| ----- | ------------------------- | ----- | ------ | ------ | ----- |
| 1.    | Boston Red Caps           | 61    | 42     | 1      | 18    |
| 2.    | Louisville Grays          | 61    | 35     | 1      | 25    |
| 3.    | Hartford Dark Blues       | 60    | 31     | 2      | 27    |
| 4.    | St. Louis Brown Stockings | 60    | 28     | 0      | 32    |
| 5.    | Chicago White Stockings   | 60    | 26     | 1      | 33    |
| 6.    | Cincinnati Red Stockings  | 58    | 15     | 1      | 42    |